# The Grand Illusion and Pieces of Eight Live
The Grand Illusion and Pieces of Eight Live is een livealbum van Styx. De muziekgroep gaf op 9 november 2010 een concert in de Orpheum Theatre in Memphis (Tennessee), waarbij zij  twee van hun succesvolste studioalbums opnieuw uitvoerden. Daarbij was 2/5 van de originele band aanwezig, een derde speelde even mee. De originele toetsenist Dennis DeYoung was er niet bij; hij heeft ruzie met Styx anno 2010, die hun blijk daarvan gaven door zijn naam van de website Styx te wissen. Drummer John Panuzzo was al in 1996 overleden. 
Het album was een jaar eerder in 2012 op dvd verschenen.

## Musici
- Tommy Shaw – gitaar, zang
- James Young – gitaar, zang
- Lawrence Gowan – toetsinstrumenten, zang
- Todd Suckerman – slagwerk, percussie
- Ricky Phillips – basgitaar, achtergrondzang, gitaar

Met
- Chuck Panozzo – gast op basgitaar

## Muziek
| Nr. | Titel                                  | Duur |
| --- | -------------------------------------- | ---- |
| 1.  | The grand illusion                     | 5:38 |
| 2.  | Fooling yourself (The angry young man) | 6:21 |
| 3.  | Superstars                             | 6:17 |
| 4.  | Come sail away                         | 8:56 |
| 5.  | Miss America                           | 6:18 |
| 6.  | Man in the wilderness                  | 6:49 |
| 7.  | Castle Walls                           | 6:04 |
| 8.  | The grand finale                       | 2:24 |

| Nr. | Titel                         | Duur |
| --- | ----------------------------- | ---- |
| 1.  | Great white hope              | 5:00 |
| 2.  | I’m okay                      | 7:10 |
| 3.  | Sing for the day              | 5:06 |
| 4.  | The message                   | 1:14 |
| 5.  | Lords of the ring             | 4:37 |
| 6.  | Blue collar man (Long nights) | 5:18 |
| 7.  | Queen of spades               | 6:08 |
| 8.  | Renegade                      | 5:11 |
| 9.  | Pieces of eight               | 5:23 |
| 10. | Aku-Aku                       | 3:18 |